# Avenida Quilca
La avenida Quilca es una de las avenidas del área metropolitana de Lima, en el Perú. Se extiende de norte a sur, en los distritos de San Martín de Porres y el Callao. 

## Recorrido
Desde el sur, inicia en la avenida Elmer Faucett. Luego interseca la avenida Perú, donde se encuentra el Mercado 3 de Enero, que es una zona disputada entre los distritos de San Martín de Porres y Callao. Al cruzar la avenida Lima, se encuentra el supermercado Tottus Quilca y el Colegio Saco Oliveros Quilca.Atraviesa la avenida Pacasmayo, en la urbanización Perú. Finalmente, termina en la avenida José Granda.